# 2193 Jackson
2193 Jackson este un asteroid din centura principală, descoperit pe 18 mai 1926 de Harry Edwin Wood.